# Anna Kruse (lärare)

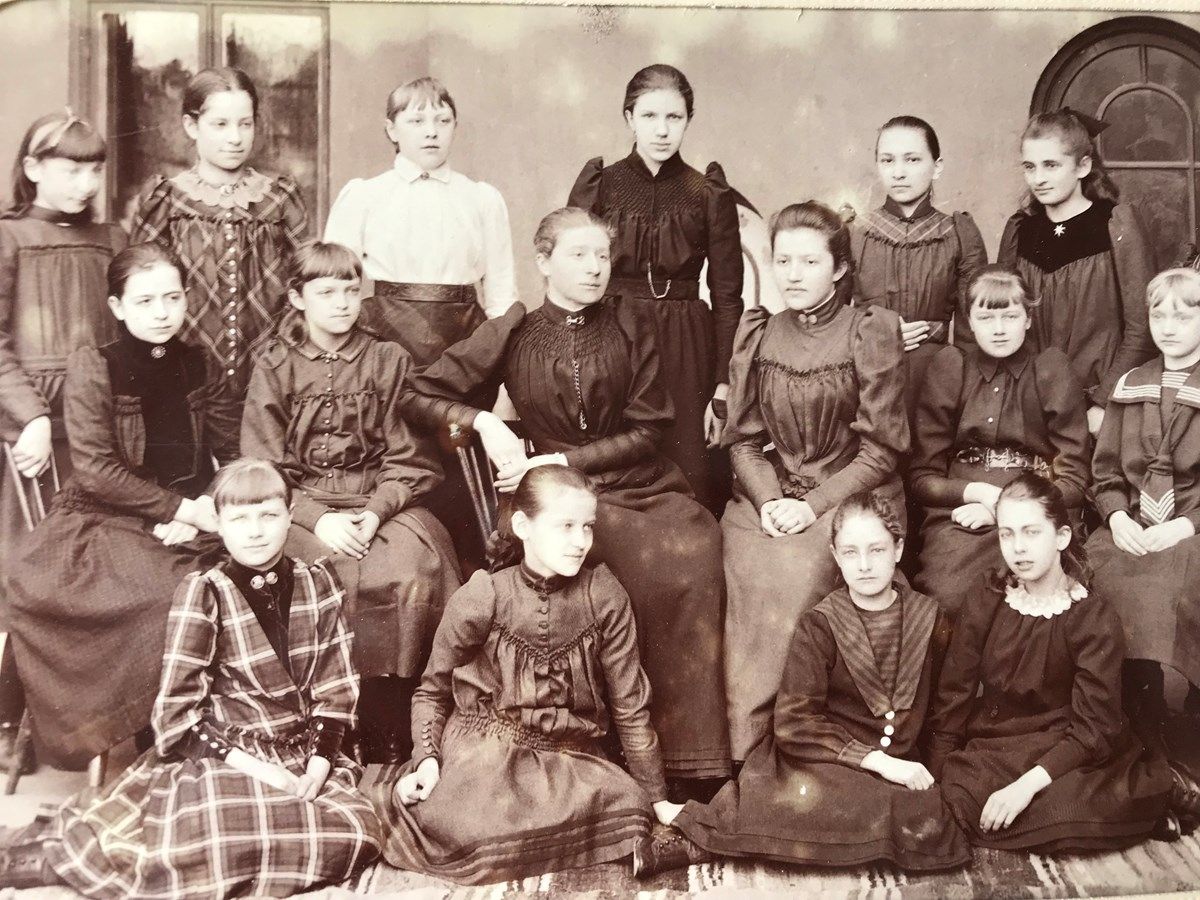
Anna Kruse med elever på Brummerska skolan läsåret 1897-1898.

Anna Hildegard Maria Kruse, född 4 juni 1861 i Lovö socken, död där 10 juli 1931, var en svensk skolföreståndare. Hon var syster till Ellen Kruse.
Anna Kruse var dotter till regementsauditören Abraham Ludvig Kruse. Hon genomgick Statens normalskola för flickor och inskrevs därefter 1878 vid Högre lärarinneseminariet, varifrån hon utexaminerades 1881. Samma år blev hon lärare vid Nisbethska skolan i Uppsala, och 1884–1887 undervisade hon vid Statens normalskola i Stockholm. Från 1887 till sin död verkade Kruse vid Brummerska skolan, där hon 1901–1923 var biträdande och 1923–1924 ordinarie föreståndare. Hon tog avsked från tjänsten 1924 men kvarstod i skolans styrelse till 1931. Anna Kruse ägnade sig främst åt småskoleundervisningen. 1904 gjorde hon en studieresa till USA och tog starkt intryck av modern amerikansk pedagogik. Hon framlade sedan sina tankar och reformförslag i en serie skrifter, bland annat Den s. k. ordbildmetoden (i Arbetssättet i folkskolan 1, utgiven av K. Nordlund med flera 1924) samt Åskådningsmatematik (1910, 2:a upplagan 1914). Hon tillhörde också ett flertal föreningar som rörde den svenska flickskolan.
1921 erhöll hon medaljen Illis quorum för sina insatser.